# اویچی (شهر)
اویچی (به ازبکی: Uychi) یک منطقهٔ مسکونی در ازبکستان است که در شهرستان اویچی واقع شده‌است. اویچی ۳۱٬۵۶۴ نفر جمعیت دارد.